# فرنتیلو
فرنتیلو (به ایتالیایی: Ferentillo) یک شهرک و کومونه در ایتالیا است که در استان ترانی واقع شده‌است. فرنتیلو ۶۹٫۵ کیلومتر مربع مساحت و ۳٬۰۴۹ نفر جمعیت دارد و ۲۶۰ متر بالاتر از سطح دریا واقع شده‌است.